# 1r Congrés Nacional del Partit Comunista de la Xina
El 1r Congrés Nacional del Partit Comunista de la Xina (xinès simplificat: 中国共产党第一次全国代表大会, pinyin: Zhōngguó Gòngchǎndǎng dì yī cì quánguó dàibiǎo dàhuì) es va celebrar a Xangai i Jiaxing entre el 23 de juliol i el 2 d'agost de 1921. El Congrés va servir per fundar el Partit Comunista de la Xina. Va començar en un edifici shikumen a l'àrea de concessió francesa de Xangai (prop de l'actual districte de Huangpu), però per la pressió policial van haver de reprendre'l a un vaixell, que els traslladà al llac Nanhu.
A principis de juny de 1921, el neerlandès Henk Sneevliet, també conegut com a Ma Lin, juntament amb un altre representant del Komintern rus, va arribar a Xangai i va instar diverses cèl·lules comunistes a reunir-se en un encontre d'àmbit nacional. En aquell moment, hi havia 57 membres del Partit Comunista.
Dels representants assistents al Congrés, només Mao Zedong i Dong Biwu van sobreviure fins al final de la Revolució Cultural. Uns altres van ser perseguits fins a la mort, van abandonar el Partit, van ser expulsats o van desertar al govern de Wang Jingwei.
La reunió es va haver d'acabar a causa de l'assetjament de la policia francesa el 30 de juliol. Els delegats van acordar traslladar la reunió a Llac del Sud a Jiaxing. El Congrés va triar a Chen Duxiu com a secretari, Zhang Guotao com a director d'organització i Li Da com a director de propaganda.
El lloc de la conferència a Xangai s'ha convertit en un museu des de 1961. El 1959, es va construir el Museu Revolucionari del Llac del Sud de Jiaxing, situat en una illa central del llac.